# 赤川郵便局
赤川郵便局（あかがわゆうびんきょく）は、広島県庄原市にある郵便局。民営化前の分類では集配特定郵便局であった（現在は集配業務を廃止）。

## 概要
住所：〒727-0621 広島県庄原市春田町130-7

## 沿革
- 1909年（明治42年）3月30日 - 本田（ほんだ）郵便局として開設[1]。
- 1957年（昭和32年）2月26日 - 赤川郵便局に改称。
- 2007年（平成19年）10月1日 - 民営化に伴い、併設された郵便事業庄原支店赤川集配センターに一部業務を移管。
- 2012年（平成24年）10月1日 - 日本郵便株式会社発足に伴い、郵便事業庄原支店赤川集配センターを赤川郵便局に統合。
- 2018年（平成30年）10月9日 - 集配業務を庄原郵便局に移管。

## 取扱内容
- 郵便、印紙、ゆうパック、内容証明
- 貯金、為替、振替、振込、国債
- 生命保険、バイク自賠責保険
- ゆうちょ銀行ATM

## 周辺
- 国道432号
- 広島県道23号庄原東城線
- 庄原市立峰田小学校

## アクセス
- 備北交通 峰田小学校前停留所から徒歩約1分
- 国道432号沿い
- 駐車場あり：3台